# Операция «Висла»
Операция «Ви́сла» (укр. Операція «Вісла», пол. Akcja «Wisła») — операция, проведённая в 1947 году силами Войска Польского и направленная на подрыв социальной, мобилизационной и хозяйственной базы украинских националистов УПА и ОУН(б), действовавших в юго-восточных районах Польши.
Было произведено выселение восточнославянского населения (украинцы, лемки и так далее) из юго-восточных регионов Польской Народной Республики на северные и западные территории, ранее входившие в состав Германии. Операция началась в 4 часа утра 28 апреля 1947 года оперативной группой войск «Висла», созданной 17 апреля 1947 года и реорганизованной 28 июля 1947 года, на территориях Жешувского, а затем в ряде районов Люблинского и Краковского воеводств Польской Республики, с целью ликвидации УПА и организационной сети ОУН(б) на территории Польши. Одновременно проводилось принудительное переселение в западные и северо-западные воеводства Польши проживавших на юго-востоке страны украинцев и смешанных семей, которые, по информации органов безопасности Польши, составляли хозяйственную, мобилизационную и социальную базу для ОУН(б) и УПА. До 29 июля 1947 г. в пять западных и северо-западных воеводств было переселено 137 833 человека — из них в Щецинское — 46 118 чел.; в Ольштынское — 58 367 чел.
По завершении операции «Висла» фактически прекратили своё существование в Польше и УПА, и организационная сеть ОУН(б).
3 августа 1990 года верхняя палата польского парламента — Сенат — осудила это насильственное переселение украинского населения.

## Предыстория

### Обмен населением 1944—1946
Правительства Украинской, Белорусской и Литовской ССР в сентябре 1944 заключили соглашения с Польским комитетом национального освобождения (пол. Polski Komitet Wyzwolenia Narodowego), согласно которому происходил обмен населением — этнические поляки отправлялись в Польшу, а русские, украинцы, белорусы и литовцы — в СССР. Первые эшелоны с поляками из УССР и украинцами из Польши отправились уже в ноябре 1944 года. 6 июля 1945 года было заключено советско-польское соглашение «Об обмене населением». Оно формально предоставило право свободного добровольного выхода из советского гражданства лицам польской и еврейской национальностей и членам их семей, состоявшим в польском гражданстве к 17 сентября 1939 года, и переселения их в Польшу. В соответствии с этим соглашением отправка началась в феврале 1946 года, занималось этим Переселенческое управление под контролем Специальной контрольной комиссии при Совете министров СССР.
На 31 октября 1946 года из СССР в Польшу было переселено почти 1,1 млн чел. (из них 810 415 чел. с территории УССР), в том числе более 143 тысяч евреев, которые, не задерживаясь, переправлялись в Британскую Палестину. Из Польши в СССР прибыло около 518 тыс. чел. (в том числе 482 800 чел. — в УССР).
Окончание сроков переселения в УССР из Польши несколько раз переносилось (первоначально советская сторона оценивала число переселенцев в 391 тысячу человек) с февраля, затем с середины 1945 на осень, а затем на начало лета 1946 года. Фактически переселение из Польши проходило до начала осени 1946 года, а об официальном завершении было объявлено только в начале мая 1947 года.
По расчётам польской стороны, после завершения переселения на территории Польши оставалось чуть более 20 тысяч украинцев, русинов, лемков. К зиме 1946/1947 годов оценки были повышены до 50 тысяч, а затем и до 80 тысяч. Среди причин, по которым население отказывалось выезжать в УССР, кроме очевидного нежелания покидать родные места и имущество (переселенцы брали с собой справки об оставленном имуществе, на основании которых им выплачивалась соответствующая материальная компенсация в СССР), авторы работ, вышедших в конце ХХ — начале XXI века, отмечают и влияние как пропаганды ОУН(б), обещавшей им «высылку в Сибирь», так и действия подразделений УПА и СБ ОУН (б), физически уничтожавших записавшихся на выезд. Также ими уничтожались члены переселенческих комиссий.

### УПА и ОУН(б)
ОУН рассматривала юго-восточные земли Польши, где жили сотни тысяч украинцев, как неотъемлемую часть «соборной украинской державы». Зимой с 1943 на 1944 год польское подполье, главным образом Армия Крайова, осваивала эти территории. Украинцев, обвинённых в поддержке националистов, польские партизаны уничтожали физически, убивая при этом их жён и детей, а от остальных украинского населения требовали заявлений о лояльности и поддержки польского повстанческого движения. Юридическим основанием для этих действий, по-видимому, был приказ главнокомандующего Армией Крайовой, генерала Тадеуша Коморовского, который велел «вырезать до основания» колонистов из поселений, которые были «прямо или косвенно» причастны к преступлениям. Было решено, однако негласно, что приказ этот касается не только немцев, но и украинцев.
Весной-летом 1944 года в Люблинщину вошли несколько куреней УПА с Волыни и Восточной Галиции. Часто пишут, что их основной целью была защита украинского населения. Однако, скорее всего, ОУН-Б и УПА, зная о предпосылках акции «Буря», стремились ликвидировать польское партизанское движение. Бои на южной Люблинщине в 1943-44 годах считаются польскими историками наиболее крупными столкновениями между УПА и АК на территории современной Польши — обе стороны потеряли от 3 до 4 тысяч человек, преимущественно гражданского населения.
Ещё 26 января 1944 года украинское подполье учредило тут свои структуры, создав в восточных воеводствах (Подляское, Люблинское) Польши VI военный округ УПА «Сан» (назван по реке Сан), подчинённый группировке УПА-Запад во главе с Василием Сидором-«Шелестом». Украинское подполье в Польше возглавляли: Ярослав Старух-«Стяг» — проводник ОУН на Закерзонье, Первым командиром ВО-6 «Сан» был хорунжий «Мушка» (Яков Чёрный); после его гибели в бою с войсками НКВД в декабре 1944, командиром стал майор Мирослав Онышкевич-«Орест», Пётр Федоров-«Дальнич» — руководитель Службы безопасности ОУН в Польше и Василий Галаса-«Орлан» — отвечавший за агитационную деятельность. Наиболее известными командирами УПА на Закерзонье были «Рен» (Мартин Мизерный), «Бродич» (Роман Гробельский), «Хрен» (Степан Стебельский), «Зализняк» (Иван Шпонтак), «Бурлака» (Владимир Щигельский). Несмотря на свою малочисленность, украинские партизаны действовали очень активно и решительно.
Отношение местного населения к ОУН(б) и УПА, согласно захваченным отчётам ОУН(б), в ряде местностей, населённых лемками, было «как к людям, дезертировавшим из Красной Армии, чем-то провинившимся перед властью, и, не имея другого выхода, ушедшими в лес». «К нашему движению относится с недоверием и опасением … В целом население не считает, что наше движение имеет какой-либо вес и не верит в успех нашего дела». Также, среди украинцев, проживавших в Польше, встречались и более резкие оценки «в УПА находится много немецкой полиции, персонала СС, которые, спасая себя, привлекают к своему делу и других». Эти выводы они делали, видя тех, кого они помнили по немецкой полиции и из рассказов о «жизни в СС и на немецком фронте».
Польская милиция и силы безопасности, находившиеся в стадии формирования, не были способны эффективно противодействовать активности УПА и ОУН(б). В связи с этим ряд районов был фактически неподконтролен польской гражданской администрации и на территории Польши продолжали действовать крупные подразделения УПА (численностью более 100 вооружённых лиц). В УССР такие формирования были ликвидированы ещё к лету 1945. Общая численность отрядов УПА, СБ ОУН(б) и сети ОУН(б) оценивается до 6 тысяч участников, из них до 2,5 тысяч только вооружённых участников УПА. Воины УПА часто скрывались в горной цепи Бескиды на границе со Словакией, а иногда переходили в соседнее государство на постой. До начала 1947 года все наиболее боеспособные силы армии и войск безопасности ПНР были задействованы в борьбе против польского вооружённого националистического подполья, подчинявшегося эмигрантскому правительству в Лондоне. На борьбу с УПА сил явно не хватало.
В октябре 1944 года произошёл самый крупный бой УПА против советских частей на территории Польши. 28 октября 1944 года в пять часов утра у деревни Лещава-Горишня отряд войск НКВД численностью до 300 бойцов был атакован превосходящими силами бандеровцев (до 500 человек, 70-80 автоматов). Бой шёл более 15 часов, причём к советским частям подошло подкрепление (до 800 человек с броневиками). По данным УПА, части НКВД потеряли 207 человек, два броневика и 13 грузовиков. УПА оценила свои потери в 17 убитых (в том числе сотенный командир «Фома»), восемь раненых, троих умерших от ран позднее. В той битве участвовал сотник «Хрен» Степан Стебельский, будущий организатор покушения на заместителя министра обороны Польши — генерала Кароля Сверчевского.
Первой задачей, которой была занята УПА летом 1945 г., стало уничтожение переселенческих комиссий, военнослужащих Войска Польского и уничтожение методом поджога сёл, из которых выселялись переселенцы в УССР. Также уничтожались польские поселения и гражданские лица. 9 сентября 1945 командование УПА отдало своим подразделениям приказ выступить против операции выселения. Всего с июля 1945 по март 1946 года оуновцы провели в Восточной Польше более 50 диверсий и терактов, направленных на срыв переселения украинцев в СССР. Особого внимания заслуживает бои за город Бирча, уповцы трижды там атаковали гарнизон Войска Польского, и только последняя атака в январе 1946 года была неудачной.

## Операция «Р»
В начале марта 1947 года была подготовлена инструкция «Корпуса внутренней безопасности» (КБВ) (пол. Korpus Bezpieczeństwa Wewnętrznego), в которой указывалось, что объявленная 22 февраля 1947 года амнистия для членов польского антикоммунистического подполья (WiN, НСЗ, бывших активистов АК) даёт возможность начать операцию по уничтожению «банд УПА», действующих в Жешувском и Люблинском воеводствах, на которых амнистия не распространяется «в силу фашистского характера и преступных методов борьбы, основанных на гитлеровских образцах».
Также указывалось, что «для успешного проведения операции по уничтожению банд необходима организация сотрудничества между органами власти трёх заинтересованных стран (СССР, Польши, Чехословакии). Оперативные действия должны быть увязаны с проведением одновременной компании по проведению переселения (в СССР или на Западные Земли) населения, являющегося главной опорой для банд УПА».
Численность задействованного личного состава, необходимого для проведения операции, указывалась в 4,3 тысячи человек. Средства усиления включали 19 миномётных взводов, 10 бронетанковых взводов, 19 бронеавтомобилей БА-64, 10 бронетранспортеров М-2, 7 САУ СУ-57 и другие силы и средства, необходимые для ведения боевых действий в лесистой местности.
Операция должна была начаться в пунктах концентрации — городах Жешув, Тарнув, Замосць.

## Предложение о дополнительном переселении в СССР
В марте 1947 года правительство Польши обратилось к Совету Министров УССР с запросом о возможности размещения на территории советской Украины 15—20 тысяч переселенцев, выразивших желание на переселение в УССР. Запрос поступил 29-30 марта 1947 года через замминистра иностранных дел СССР В. Гусева, где в частности указывалось, что «поляки считают, что при такой постановке вопроса часть украинцев будет проситься выехать в УССР, и лишать их такой возможности нежелательно».
Заместитель председателя Совета Министров УССР, министр иностранных дел УССР Д. Мануильский по этому вопросу докладывал:

«Секретарю ЦК КП(б)У товарищу Л. М. Кагановичу. (…) В связи с убийством генерала Сверчевского польское правительство намерено принять решение о поголовном выселении украинцев из Жешувского и Люблинского воеводств на территорию бывшей Восточной Пруссии. В настоящее время массовое переселение из Польши на Украину нами закончено. От переселения отказалось и оставалось в Польше главным образом украинское население, заражённое бандитизмом. Кроме того, мы не располагаем сейчас необходимым жилищным фондом. Поэтому правительство УССР не может принять одновременно указанное количество переселенцев. Моё мнение поддерживает также министр государственной безопасности УССР тов. Савченко. Прошу вашего согласия».

Каганович выразил согласие с этим предложением.

## Оперативная группа «Висла»
Согласно распоряжению Государственной комиссии безопасности Польши № 00189/III от 17 апреля 1947 года, для проведения операции была создана оперативная группа «Висла» (ОГ «Висла»), в составе пяти армейских пехотных дивизий (3-я, 6-я, 7-я, 8-я, 9-я пехотные дивизии Войска Польского), 1-й дивизии Корпуса внутренней безопасности и двух отдельных полков (5-й сапёрный и 1-й автомобильный). Общая численность задействованного личного состава указывается от 17,5 до 20 тысяч солдат и офицеров. Общее руководство было возложено на заместителя начальника генерального штаба Войска Польского, бригадного генерала Стефана Моссора.

## Ликвидация УПА и ОУН(б)

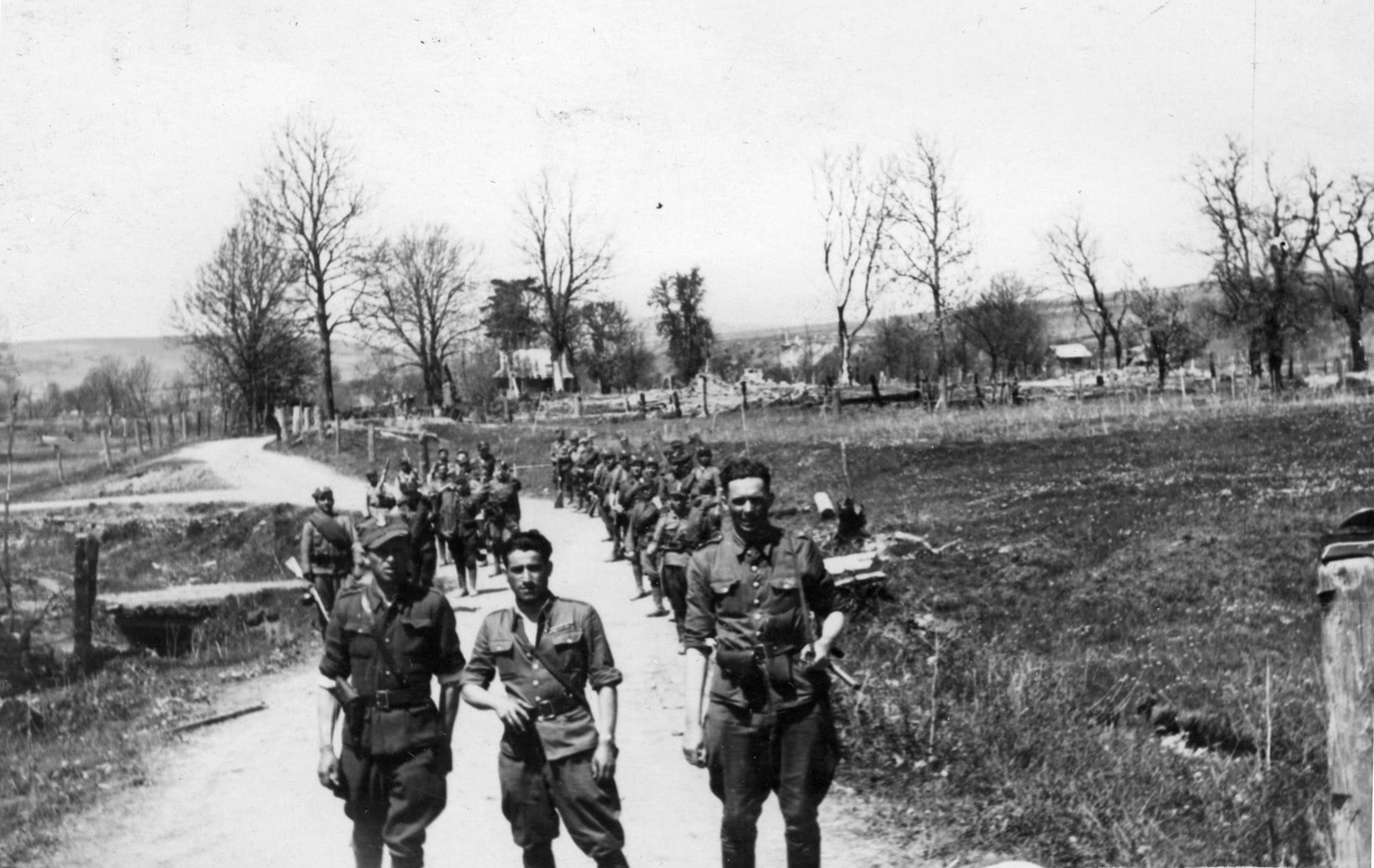
Войско польское во время акции Висла в 1947 г. на фоне опустошённой деревни Воля Мыхова

1947 стал последним годом для ОУН и УПА на территории Польши. 28 марта 1947 года на Лемковщине устроенной УПА в засаде был убит заместитель министра обороны Польши генерал Кароль Сверчевский, и после этого инцидента польские власти приступили к окончательной ликвидации ОУН(б) и УПА на своей территории, создав для этого в апреле оперативную группу «Висла». В зоне её действий действовали курени (батальоны) под руководством П. Мыколенко — «Байды», «Рена», «Зализняка» и «Беркута» — и несколько более мелких отрядов УПА и СБ ОУН(б). Операция против них была начата 19 апреля 1947 года. Первые действия показали неэффективность применения крупных войсковых соединений против мелких групп противника. Многие из прибывших частей были незнакомы с местностью и тактикой действий противника. После усиления разведывательной деятельности были начаты действия против куреней «Байды» и «Рена», в результате которых они (по оценкам польской стороны) потеряли до 80 % личного состава. Их остатки были вытеснены с территории Польши в Чехословакию и частично в СССР. Сотни (роты) куреня «Зализняка» сократились до 15-25 человек, одна сотня была ликвидирована полностью. Наименее к 22 июля 1947 года пострадал курень «Беркута», ликвидацию которого должна была завершить 3-я пехотная дивизия.
К 30 июля было уничтожено 623 украинцев, 796 взято в плен и 56 сдалось добровольно. Также были задержаны 1582 подозреваемых в принадлежности к сети ОУН(б) и УПА и захвачены значительные трофеи: 6 миномётов, 11 станковых и 103 ручных пулемёта, 3 противотанковых ружья, 171 пистолет-пулемёт, 701 винтовка и карабин, 128 пистолетов, 303 ручных гранаты, 50 тыс. патронов, 2 радиостанции, 20 пишущих машинок, продовольствие и иное снаряжение и имущество.
Собственные потери Войска Польского составили 59 убитых и 59 раненых военнослужащих, Корпус внутренней безопасности потерял 52 военнослужащих убитыми и 14 ранеными. Также от действий ОУН-УПА погибло 152 гражданских лица.
Всего за период с 1944 по 1947 год в боях с войсками коммунистической Польши украинское подполье потеряло 4 тыс. человек. Из них примерно — 1500 бойцы УПА, остальные — члены ОУН и сторонники этой организации. Польские потери составили 2196 человек, в том числе 997 военнослужащих, 600 милиционеров и местных чиновников, а также 599 мирных жителей.
Для рассмотрения дел взятых в плен и задержанных был в рамках ОГ «Висла» создан специальный судебный орган. До 22 июля 1947 года им было вынесено 112 смертных приговоров, 46 лиц приговорено к заключению и дела в отношении 230 лиц ещё не были рассмотрены.
Для содержания подозреваемых был создан фильтрационный лагерь, получивший наименование «Центральный лагерь труда в Явожно». До момента его ликвидации в январе 1949 года через него прошли 3 870 человек (в том числе 700 женщин), из которых за время пребывания умерло 168 человек или 4,3 %. Одними из последних в него были помещены 112 членов УПА, переданных Чехословакией.

## Переселение населения

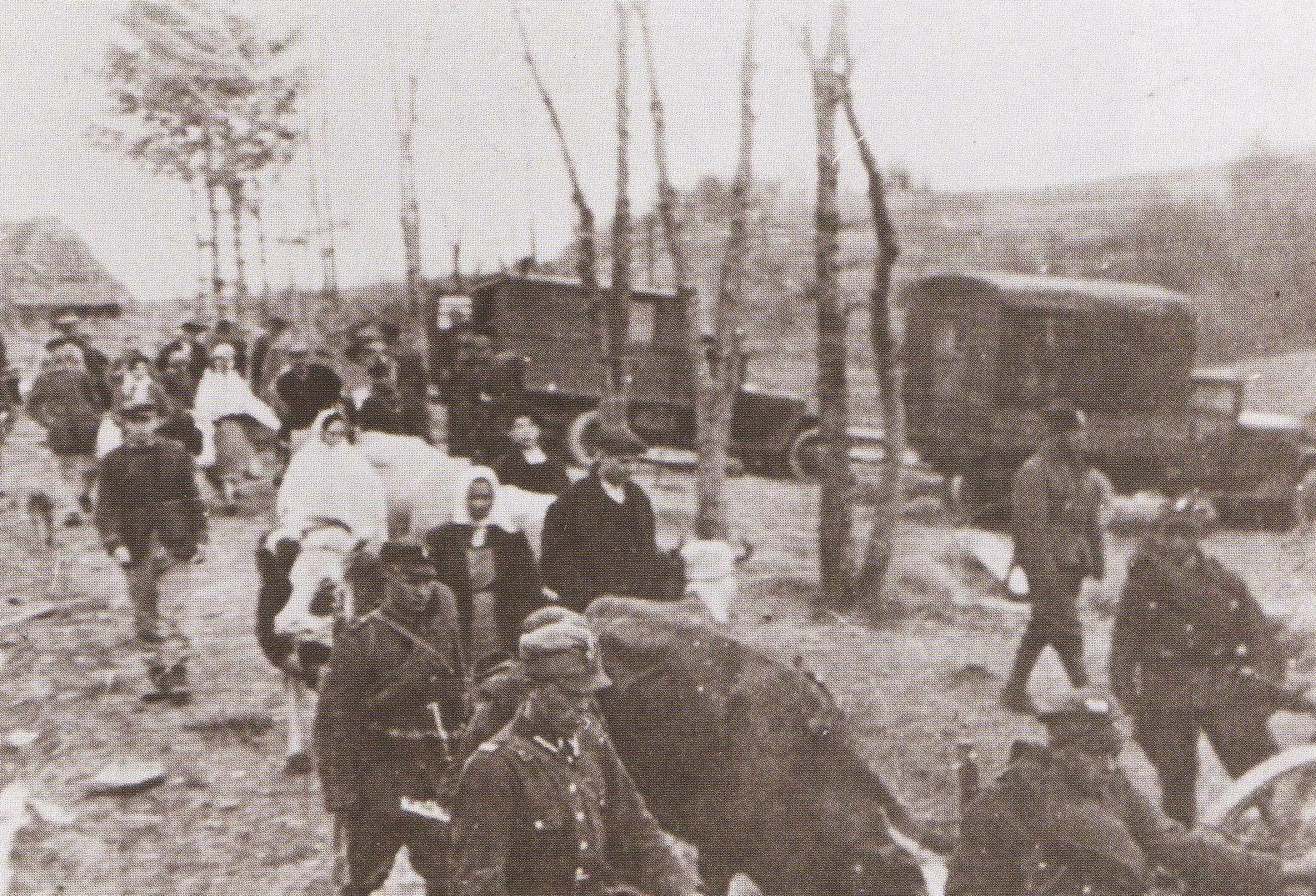
Депортация украинцев в рамках операции «Висла», апрель 1947 г.

Операция по переселению населения была начата 28 апреля 1947 года.
В районах боестолкновений на сборы населения отводилось от 24 до 48 часов. Отмечались также отдельные случаи, когда население эвакуировалось в течение светового дня, и единичные случаи, когда время сбора было ещё меньше. Условия переселения отличались от переселения в СССР тем, что крестьяне переселялись вместе с крупным рогатым скотом и сельхозинвентарём, а также и тем, что переселяемые были расселены дисперсно, не более нескольких семей в одном населённом пункте, создание же ареалов компактного проживания не допускалось.
До 29 июля 1947 года в 5 воеводств было переселено 137 833 человека — из них в Щецинское — 46 118; в Ольштинское — 58 367; Вроцлавское — 20 938; Познанское — 7345, Гданьское воеводство — 3929 (на 30 июня 7 эшелонов с 1,3 тыс. людей ещё не прибыли на место назначения).
Эта операция должна была искоренить всех оставшихся украинцев — мужчин, женщин и детей, — затронув даже смешанные польско-украинские семьи. Людям давали несколько часов на сборы, а затем увозили в транзитные центры для регистрации. Членов одной семьи, зарегистрировавшихся отдельно, часто отправляли в города и деревни, находившиеся на большом расстоянии друг от друга, если только им не удавалось уговорить (или подкупить) чиновников и остаться вместе. Всё, что представляло собой хоть какую-то ценность или полезность, было разграблено или конфисковано коррумпированными чиновниками. К 1947 году все самые лучшие дома уже заняли переселённые поляки, оставались лишь бесхозные здания, опустошённые квартиры или разрушенные фермы с безнадёжно бедной почвой.

## Дальнейшие события
17 июля 1947 года ОГ «Висла» была расформирована, продолжение задач по ликвидации мелких групп ОУН-УПА было возложено на войсковые группировки 5-го и 7-го военных округов. В местах, где операция по ликвидации и переселению была завершена, военнослужащие ОГ «Висла» были задействованы на сенокосе и уборке урожая на сельхозугодьях, оставленных переселенцами; до 30 июля было убрано до 50 % зерновых.
В Чехословакии, параллельно с операцией «Висла», в период с 10 июня 1947 и до осени 1947 года проводилась операция Акция «Б», в которой подразделения чехословацких вооружённых сил и служб безопасности действовали на перехват сводных отрядов УПА — Бродыча, Бурлаки и Громенко, которые пытались прорваться из Польши в американские зоны оккупации в Австрии. 
Часть подразделений УПА были разгромлены, более 100 человек было взято в плен и затем передано польской стороне, часть виновных в преступлениях на чехословацкой территории были осуждены на месте. Всего в американскую зону оккупации удалось просочиться нескольким мелким группам ОУН-УПА общим числом от 200 до 300 лиц. 
Структуры УПА и ОУН(б) в Польше были формально распущены Р. Шухевичем, как «полностью утраченные», в начале осени 1947 года.
Сам командир ВО 6 «Сян» М. Онишкевич («Орест», «Богдан», «Билый») был взят живым вместе с архивом 2 марта 1948 года.

## Политические оценки
3 августа 1990 года Сейм Польши осудил насильственное переселение граждан Польши.
В июле 2007 года в совместном заявлении Украина и Польша осудили операцию «Висла». Ранее Всемирный конгресс украинцев призвал президента Ющенко потребовать от правительства Польши, а также ООН осуждения, принесения извинений и компенсаций за данную этническую чистку.
28 ноября 2023 года прокурор главной комиссии по расследованию преступлений против польского народа Института народной памяти Польши прекратил расследование решения о проведении операции «Висла». Было заявлено, что перемещение носило превентивный, а не репрессивный характер и осуществлялось из-за массовых убийств местного населения украинскими националистами.

## Историография
До начала 1990-х годов историография о событии была представлена в основном изданиями украинской диаспоры Канады и США, где событие оценивалось в ракурсе именно принудительного переселения населения, которое характеризовалось как «депортация украинцев с этнических украинских территорий коммунистическим режимом Польши». 

С развалом Варшавского блока, в Польше ряд авторов характеризует это событие, как «инициированное коммунистическим режимом Польши с подачи СССР». В целом, в польской историографии событие оценивается в ракурсе ликвидации ОУН-УПА, хотя имеются и другие точки зрения и обоснования относительно целесообразности переселения населения. 
 
С обретением Украиной независимости отдельные авторы продолжили и развили оценку северо-американской диаспоры. При этом отдельные авторы иногда применяют термин «этническая чистка» и «полонизация этнически украинских территорий».